# Meton tropicus
Meton tropicus là một loài bọ cánh cứng trong họ Cerambycidae.